# Euro Truck Simulator 2
Euro Truck Simulator 2 — відеогра в жанрі симулятора водія-далекобійника з елементами економічної стратегії. Розроблена і випущена чеською компанією SCS Software 2012 року. Це друга частина серії Truck Simulator.

## Віртуальні водії
Програмісти намагалися максимально наблизити дії штучного інтелекту на дорогах до реальності. Трафік в багатьох випадках поводиться несподівано. Під час руху по дорогах, комп'ютер виконує не тільки правила дорожнього руху, але і ряд інших дій, які взяті з реального життя. Наприклад, коли гравець виїжджає на головну дорогу з другорядної, віртуальний водій може пропустити його, попередньо давши знак, поблимавши фарами дальнього світла.

## Швидкісний режим
У грі присутні тимчасові та постійні дорожні знаки, що обмежують швидкісний режим. Максимальна швидкість всіх вантажівок у грі за замовчуванням обмежена технічно до 90 км/год (відключається в налаштуваннях гри). У виняткових випадках вона може збільшуватися при русі на спусках і знижуватися при русі на підйомах, при круїз-контролі, що працює, проте на рівній дорозі швидкість повертається до заданої. У містах європейського континенту максимальна швидкість як правило обмежена до 50 км/год, при ремонтних роботах на дорогах або під'їздах до міст до 70 км/год, на дорогах зі складним рельєфом, наприклад на деяких дільницях у Чехії та Швейцарії до 80 км/год. На деяких ділянках автомагістралей до 90, 110 км/год. На 6-полосних автобанах Німеччини на багатьох ділянках швидкість необмежена. У Великій Британії максимальна швидкість у містах обмежена до 30 миль/год (48 км/год), на ділянках доріг, де проводяться ремонтні роботи, й на деяких мостах до 50 миль/год (80 км/год), на інших дорогах і автомагістралях до 60 миль/год (96 км/год). Похибка порушення швидкісного режиму допускається на 2-3 км/год на території Великої Британії, але в Німеччині на деяких дорогах при обмеженні в 80 км/год порушення не відзначається навіть при швидкості близько 90-92 км/год. На трасах в багатьох місцях знаходяться камери. За порушення швидкісного режиму і перевищення допустимої швидкості штраф у 550 євро.

## Симуляція втоми
Час у грі прискорений і відрізняється від реального. Максимальний режим роботи водія складає 11:00 після відпочинку, після чого гравець повинен дістатися до найближчої стоянки, щоб відпочити протягом 8:00. Якщо цього не зробити, водій починає позіхати й намагатися закрити очі, потім після низки штрафів «за порушення режиму праці та відпочинку» водій засинає за кермом: монітор стає на деякий час темним, і гравець втрачає можливість управління вантажівкою на цей час, що навіть на досить невисокій швидкості та відносно нескладній ділянці дороги може призвести до ДТП. На навігаторі присутній індикатор втоми, також час до наступної зупинки на відпочинок можна подивитися в навігаторі, натиснувши кнопку F6. Стоянки для відпочинку є на будь-якій АЗС або постах оплати проїзду на платних дорогах, а також у вигляді невеликих «кишень» на узбіччях двосмугових доріг або великих освітлюваних паркувань на автомагістралях. Крім того, вони присутні в містах біля майстерень, готелів і в куплених гравцем гаражах. Симуляцію втоми можна відключити в налаштуваннях ґеймплея.

## Розробка
У березні 2013 року SCS Software оголосили про початок розробки Mac-версії гри. 27 лютого, було опубліковано наступне повідомлення «портування ETS 2 під Mac OS займає більше часу ніж хотілося б, але ми все ще працюємо над цим».
У квітні 2013 року в Steam була випущена бета-версія гри під Linux.
У липні 2013 року було випущене велике оновлення, що виправляє різні графічні помилки, покращує збір мит і додає можливість відключення обмежувача швидкості в налаштуваннях гри.
У жовтні 2013 року, SCS оголосили про підтримку шолома віртуальної реальності Oculus Rift, яка з'явилася в беті 1.9, випущеної в березні 2014 року.
У травні 2014 року, ETS 2 був оновлений до версії бета 1.10 яка додала підтримку фарб «металік».
У липні 2014 року, в Steam з'явився доступ до відкритої бети версії 1.11. Випущена невдовзі повна версія містить 3 нових міста в Австрії та Італії, так само повністю перероблений інтерфейс, додана можливість налаштування положення сидіння водія, і функція, яка дозволяє вам продати/обміняти ваші гаражі та змінити розташування штаб-квартири.
У травні 2015 року випущено велике доповнення, у якому перероблена графічна складова гри та додані країни Скандинавії.
У вересні 2015 випущено доповнення, яке додає в гру можливість ставити й вішати предмети в кабіну вантажівки. Ці предмети мають свою фізику
- 5 вересня 2013 року було випущено офіційне доповнення «Going East!», Додає в гру 13 нових міст Польщі, Чехії, Словаччини і Угорщини.
- 24 жовтня 2013 року вийшло доповнення під назвою «Halloween Paint Jobs», що містить 6 фарбувальних робіт для вантажівок на тему геловіна.
- 10 грудня 2013 на честь нового року вийшло офіційне доповнення «Ice Cold Paint Jobs». У DLC було 6 скінів для вантажівок на новорічну тему.
- 4 квітня 2014 вийшло четверте офіційне доповнення під назвою «Force of Nature», в ньому було 6 фарбувальних робіт, як і в попередніх доповненнях. Вони були на тематику природних явищ.
- 14 серпня 2014 вийшло п'яте офіційне доповнення під назвою «High Power Cargo Pack», який додав у гру причепи з наступними вантажами: вертоліт, бурильник, яхта, кондиціонери, гусениця, деталі трубопроводу і трактор.
- 14 травня 2015 вийшло доповнення «Scandinavia».
- 30 вересня 2015 вийшло доповнення «Cabin Accessories».
- 14 квітня 2016 року вийшло доповнення «Wheel Tuning Pack».
- 29 липня 2016 року вийшло доповнення «Mighty Griffin Tuning Pack».
- 16 вересня 2016 року вийшло доповнення «Schwarzmüller Trailer Pack»[12], розробка якого почалася у 2014 році на виставці IAA[13].
- 5 грудня 2016 року вийшло доповнення «Vive la France!», що додає у гру 20 нових міст Франції.
- 13 травня 2017 року вийшло доповнення «Heavy Cargo Pack», що додає у гру великовагові вантажі.
- 5 грудня 2017 року вийшло доповнення «Italia»[14][15], що додає у гру низку італійських міст на території Апеннінського півострова та Сицилії.
- 13 грудня 2017 року вийшло доповнення «Special Transport»[16], що додає у гру великогабаритні вантажі, перевезення яких здійснюється в супроводі спеціального транспорту під управлінням ШІ.
- 29 листопада 2018 року вийшло доповнення «Beyond the Baltic Sea»[17], що додає у гру територію Латвії, Литви, Естонії та північно-західну частину Росії, разом з Калінінградською областю.
- 5 грудня 2019 року вийшло доповнення «Road to the Black Sea»[18], що додає у гру територію Румунії, Болгарії та європейську частину Туреччини.
- 8 квітня 2021 року вийшло доповнення «Iberia»[19], що додає у гру територію країн Піренейського півострова: Іспанію та Португалію, у доповнення увійшли 49 нових міст.
- 19 жовтня 2023 року вийшло доповнення «West Balkans»[20], що додає у гру територію Словенії, Хорватії, Боснії, Сербії, Косова, Албанії та Північної Македонії.
- 4 грудня 2024 року вийшло доповнення «Greece»[21], що додає у гру територію Греції включно з островами Крит, Лесбос, Родос, Хіос та Кефалонія.

## Цікаві факти
- Спочатку в грі були присутні всього три ліцензовані бренди автомобілів — Scania (попередньою грою студії була Scania Truck Driving Simulator: The Game), MAN і Renault, решта зроблені прототипами. Так сталося через те, що автовиробники ігнорували листи від розробників. Зрештою ситуація змінилася за допомогою шанувальників гри. Численні гравці атакували проханнями офіційні сторінки автовиробників у соціальних мережах, зумівши через короткий час домогтися встановлення діалогу. Тепер в грі присутні ліцензовані бренди: Scania, DAF Trucks, Volvo Trucks, Iveco; Лише компанія Mercedes-Benz не давала дозвіл. Але врешті-решт компанія здалася і в версії гри 1.18 з'явилися ліцензовані вантажівки Mercedes-Benz (замість прототипу Majestic).

- У грі присутня вантажівка Renault Magnum — Limited Edition, забарвлення якої являє собою фрагменти карти доріг і великий логотип «Route 66» — забарвлення присвячена телепередачі «Route 66» де головний герой перевозив вантажі на Renault Magnum. Існує хибна думка, що це забарвлення присвячене анімаційному фільму «Тачки» студії «Pixar».

## Характеристики транспорту
| Марка         | Модель     | Потужність двигуна, к. с. (кВт) | Крутний момент двигуна, Н/м | Обороти двигуна, об./хв | Обсяг паливного бака (для шасі 4х2), л |
| ------------- | ---------- | ------------------------------- | --------------------------- | ----------------------- | -------------------------------------- |
| DAF           | XF         | 360 (265)                       | 1775                        | 1000 — 1400             | 1200                                   |
| DAF           | XF         | 410 (302)                       | 2000                        | 1000 — 1400             | 1200                                   |
| DAF           | XF         | 460 (338)                       | 2300                        | 1000 — 1400             | 1200                                   |
| DAF           | XF         | 510 (375)                       | 2500                        | 1000 — 1400             | 1200                                   |
| Iveco         | Stralis    | 310 (231)                       | 1300                        | 1000 — 1600             | 1300                                   |
| Iveco         | Stralis    | 330 (243)                       | 1400                        | 1000 — 1600             | 1300                                   |
| Iveco         | Stralis    | 360 (265)                       | 1500                        | 1000 — 1600             | 1300                                   |
| Iveco         | Stralis    | 420 (309)                       | 1900                        | 1000 — 1600             | 1300                                   |
| Iveco         | Stralis    | 450 (331)                       | 2100                        | 1000 — 1600             | 1300                                   |
| Iveco         | Stralis    | 500 (368)                       | 2300                        | 1000 — 1600             | 1300                                   |
| Iveco         | Stralis    | 560 (412)                       | 2500                        | 1000 — 1600             | 1300                                   |
| MAN           | TGX        | 320 (235)                       | 1600                        | 1000 — 1400             | 1250                                   |
| MAN           | TGX        | 680 (500)                       | 3000                        | 1000 — 1400             | 1250                                   |
| Mercedes-Benz | Actros     | 320 (235)                       | 1650                        | 1080                    | 600                                    |
| Mercedes-Benz | New Actros | 598 (440)                       | 2800                        | 1080                    | 600                                    |
| Renault       | Magnum     | 440 (324)                       | 2200                        | 950 — 1400              | 1200                                   |
| Renault       | Magnum     | 520 (383)                       | 2550                        | 950 — 1400              | 1200                                   |
| Renault       | Premium    | 380 (280)                       | 1800                        | 950 — 1400              | 1000                                   |
| Renault       | Premium    | 460 (338)                       | 2200                        | 950 — 1400              | 1000                                   |
| Scania        | R          | 360 (265)                       | 1850                        | 1000 — 1300             | 1400                                   |
| Scania        | R          | 730 (537)                       | 3500                        | 1000 — 1300             | 1400                                   |
| Volvo         | FH16       | 600 (441)                       | 2800                        | 1000 — 1400             | 1400                                   |
| Volvo         | FH16       | 700(515)                        | 3150                        | 1000 — 1400             | 1400                                   |
| Volvo         | FH16       | 750 (552)                       | 3550                        | 1000 — 1400             | 1400                                   |

## Завантажувальний вміст

### Розширення мапи

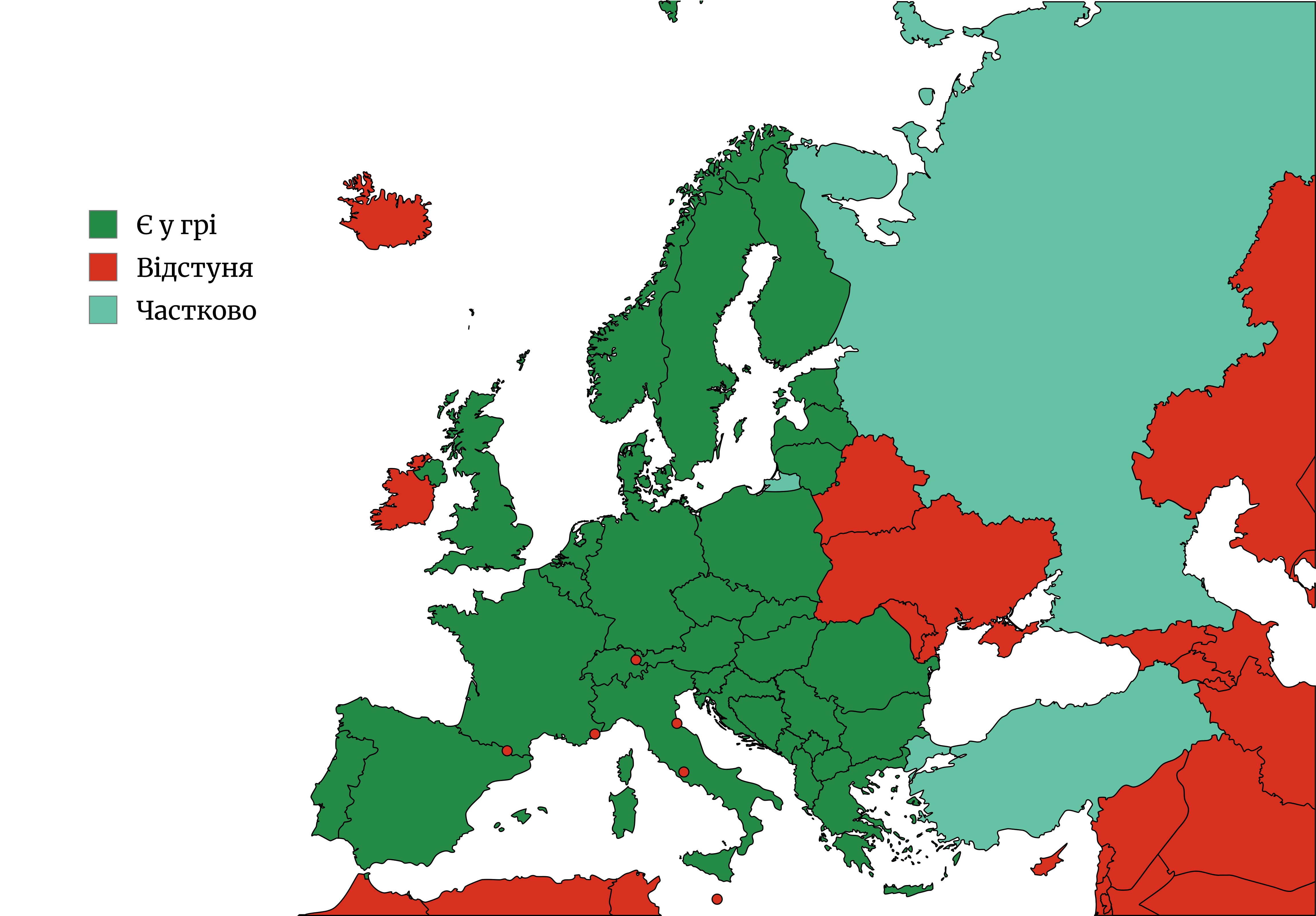
Карта Європи, що демонструє країни, доступні в грі. (Основні карти та карти DLC включають Калінінградську область у Росії та виключають Північну Ірландію у Сполученому Королівстві станом на v1.54.)

| Назва                                                   | Дата випуску      | Країни, що були додані                                                                     |
| ------------------------------------------------------- | ----------------- | ------------------------------------------------------------------------------------------ |
| «Going East» (укр. «Йдучи на схід»)                     | 20 вересня 2013   | Польща Чехія Словаччина Угорщина                                                           |
| «Scandinavia» (укр. «Скандинавія»)                      | 7 травня 2015     | Данія Норвегія (частково) Швеція (частково)                                                |
| «Vive la France!» (укр. «Хай живе Франція!»)            | 5 грудня 2016     | Франція Корсика                                                                            |
| «Italia» (укр. «Італія»)                                | 5 грудня 2017     | Італія Сардинія                                                                            |
| «Beyond the Baltic Sea» (укр. «За Балтійським морем»)   | 29 листопада 2018 | Фінляндія (частково) Росія (частково) Естонія Латвія Литва                                 |
| «Road to the Black Sea» (укр. «Дорога до Чорного моря») | 5 грудня 2019     | Румунія Болгарія Туреччина (частково)                                                      |
| «Iberia» (укр. «Іберія»)                                | 8 квітня 2021     | Іспанія Португалія Франція                                                                 |
| «Heart of Russia» (укр. «Серце Росії»)                  | Заморожено        | Росія                                                                                      |
| «West Balkans» (укр. «Західні Балкани»)                 | 19 жовтня 2023    | Албанія Боснія і Герцеговина Хорватія Косово Чорногорія Північна Македонія Сербія Словенія |
| «Greece» (укр. «Греція»)                                | 4 грудня 2024     | Греція                                                                                     |
| «Nordic Horizons» (укр. «Північні Горизонти»)           | В розробці        | Норвегія Фінляндія Швеція                                                                  |